# Storia del Canton Appenzello Esterno
La storia del Canton Appenzello Esterno va dalla formazione del cantone nel 8 novembre 1597 dalla divisione del Canton Appenzello fino ai giorni nostri.

## Il cantone nella Vecchia Confederazione

### Formazione del cantone

Dettaglio dei cantoni di Appenzello Esterno e Appenzello Interno in una mappa del XVII secolo

Dopo l'atto di separazione dell'8 novembre 1597, firmato grazie alla mediazione di inviati federali, le sei Rhoden esterne di Appenzello, e cioè Urnäsch, Herisau, Hundwil, Teufen, Trogen e Gais, si organizzarono in una nuova entità statale autonoma, confinante a nord con il principato abbaziale di San Gallo, a ovest con il Toggenburgo - anch'esso posto sotto la sovranità abbaziale - a sud con Appenzello Interno e a est con il baliaggio comune del Rheintal. I confini con i territori abbaziali, già tracciati nel XV secolo, e quelli con il Rheintal divennero definitivi fra il 1598 e il 1666. Più complesso risultò invece fissare la frontiera con Appenzello Interno: la posizione giuridica dei due conventi femminili di Wonnenstein e Grimmenstein - entrambi in Appenzello Esterno - dei villaggi di Oberegg e Reute e dei cosiddetti "beni esentati", vale a dire terreni appartenenti a forestieri o a membri di una minoranza confessionale, fu infatti oggetto di lunghe discussioni. Nel Vorderland, nel Mittelland e a Stechlenegg (Hundwil), fino al 1851 e, rispettivamente, al 1870, la frontiera tra i due semicantoni fu stabilita sulla base dei confini delle proprietà fondiarie: i terreni appartenenti a cittadini riformati erano parte di Appenzello Esterno, quelli i cui proprietari erano cattolici facevano invece parte del territorio di Appenzello Interno. Nonostante queste eccezioni, il semicantone aveva un territorio compatto e una popolazione omogenea sul piano confessionale e sociale: ciò gli permise di conseguire rapidamente una solida identità politica e giuridica. Tra il 1598 e il 1599 il cantone impose agli abitanti cattolici di convertirsi o di lasciare il cantone, creando una crisi politica con il Canton Appenzello Interno conosciuta come affare Tanner.
L'amministrazione della giustizia riprese, in genere senza modifiche, le norme statutarie contenute nel Codice del 1585 (Silbernes Landbuch). Verso il 1600 venne redatto un Codice di Appenzello Esterno, il Landbuch, che fu oggetto di varie revisioni nel 1615, nel 1632 e nel 1747, ma la prassi giuridica rimase in sostanza vincolata alle antiche tradizioni. Oltre un terzo delle condanne a morte pronunciate tra il 1598 e il 1798 riguardava casi di stregoneria (22) o di sodomia (50). Istituzione centrale indiscussa era la Landsgemeinde. Attorno al 1600 gli altri organi politici, simili a quelli dell'altro semicantone, erano il doppio Consiglio o Nuovo e vecchio Consiglio, il Gran Consiglio o Gebotener Rat, il Piccolo Consiglio o Consiglio settimanale, il tribunale dei giurati e il tribunale di bassa giustizia (Gassengericht) che infliggeva ammende per infrazioni minori. La scelta del capoluogo si rivelò difficile, a causa delle rivalità esistenti tra le diverse Rhoden, comunità politiche la cui formazione risaliva al tardo Medioevo e pertanto orgogliose della propria autonomia: nessuna di esse poteva infatti rivendicare una preminenza sulle altre in base alle dimensioni o al peso economico. Grazie alla sua posizione centrale, questo ruolo toccò a Trogen, cui vennero assegnati, con la risoluzione del 22 novembre 1597, il palazzo del Consiglio e la sede delle esecuzioni capitali (ceppi e patibolo). Trogen perse gran parte delle sue funzioni di capitale solo nel 1876, quando la sede del governo e del parlamento venne trasferita a Herisau.

### XVII e XVIII secolo

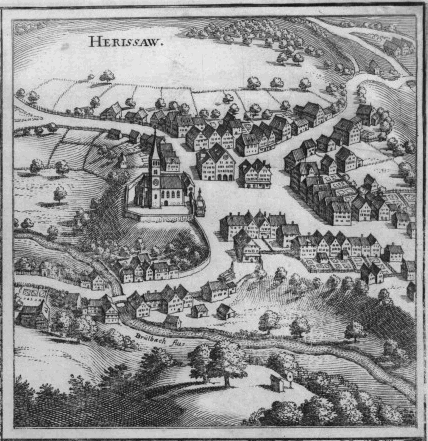
Herisau in una illustrazione del 1654

Il XVII e il XVIII secolo furono caratterizzati dalla formazione dei comuni. Tra il 1648 e il 1749 nel territorio delle grandi Rhoden si costituirono 20 comuni autonomi, detti parrocchie (Kirchhören), dotati di ampie competenze. Ogni singolo comune era retto da un Consiglio, alla cui guida si alternavano il primo e il secondo "capitano" o sindaco. Il numero dei Consiglieri era compreso tra sei e 24 e variava a seconda delle dimensioni e dell'importanza del comune. Questo organo, che esercitava il potere esecutivo e giudiziario, aveva un numero di membri compreso tra sei e 24 persone, che erano nel contempo membri delle autorità cantonali. In questo periodo i nuovi comuni del Vorderland (tranne Lutzenberg) si separarono dalle rispettive chiese madri nel Rheintal.
Nel 1647 l'animosità fra le Rhoden situate rispettivamente a destra e a sinistra della Sitter, inaspritasi con la scissione del cantone di Appenzello, portò all'istituzione di un "doppio regime" che si protrasse fino al 1858: ad eccezione del cancelliere e dell'usciere, le altre cinque cariche cantonali (Landamano, Vicelandamano, tesoriere, capitano e alfiere) furono occupate contemporaneamente da due titolari che si alternavano nell'esercizio delle loro funzioni e le due regioni del semicantone nominavano ognuna un Piccolo Consiglio di 10-20 membri. Il solco tra le due parti del semicantone si approfondì a partire dal 1714 in seguito alla pace di Rorschach, dagli esiti deludenti per Appenzello Esterno, e sfociò, negli anni 1730, in un grave dissidio di politica interna, il cosiddetto Landhandel. In questa circostanza, la fazione dei "moderati" (Linde), favorevole alla politica delle autorità e alla politica segreta, si oppose a quella dei "duri" (Harte), che rivendicava maggior democrazia e trasparenza: quest'ultima ebbe infine la meglio. Il grave conflitto portò all'allontanamento dal governo di alcune personalità, a un rafforzamento della posizione dell'Hinterland e ad azioni punitive contro gli sconfitti. Tuttavia, non venne modificato il carattere ambiguo del regime, oligarchico nonostante la presenza di alcuni elementi propri della democrazia.
Pur essendo eletti dal popolo, gli alti funzionari cantonali e i membri dei Consigli cantonali e comunali esercitavano infatti il potere in modo chiaramente autoritario. Le assemblee consiliari, i cui effettivi vennero ridotti nel XVII secolo, prendevano la maggior parte delle decisioni senza consultare l'elettorato. Il diritto di iniziativa rimase un diritto della Landsgemeinde, ma venne esercitato solo in pochi casi perché fu soggetto a una rigorosa regolamentazione. Gli stretti intrecci fra le autorità cantonali e quelle comunali condizionavano la vita politica: sia nei Piccoli Consigli sia nel Gran Consiglio dominavano i rappresentanti dei comuni, le assemblee comunali erano dirette da un alto funzionario cantonale, i sindaci costituivano i due terzi del Gran Consiglio e nella Landsgemeinde godevano di un posto riservato. Malgrado la preoccupazione costante di rappresentare adeguatamente ogni regione nonostante la posizione preponderante di Trogen e Herisau, per tutto l'ancien régime il potere politico nei comuni rimase nelle mani di poche famiglie: alcune di esse furono rappresentate nel Landrat da loro esponenti sull'arco di intere generazioni.

### Competenze del cantone

Ritratto di vessillifero di Appenzello Esterno, 1790

Il bilancio cantonale, modesto vista l'esiguità dei compiti statali, si chiudeva generalmente in attivo: dal 1603 al 1687 il patrimonio statale si moltiplicò per 11, raggiungendo la somma di 137 495 fiorini. Poiché il cantone non riscuoteva né dazi né imposte, le principali fonti di entrate erano costituite da ammende, pensioni, rendite di capitali e diritti di detrazione. I comuni, che disponevano di capitali ed entrate finanziarie proprie, acquisirono progressivamente importanza quali pubblici fornitori di servizi: provvedevano ai costi della scuola, della Chiesa e della pubblica assistenza, mentre allo Stato competevano la difesa del territorio, la costruzione dei ponti e le cure ospedaliere. Tra le voci di spesa statali, circa la metà era costituita da indennizzi di vario genere a funzionari e da spese specificatamente legate all'amministrazione.
Gli affari militari erano considerati compito statale, ma anche in questo ambito un ruolo importante era demandato ai comuni e all'iniziativa privata. In caso di pericolo, le autorità formavano un Consiglio di guerra, fissavano l'ordinamento militare, organizzavano posti di guardia e ispezioni, nominavano i quadri dell'attiva e dal 1656 scelsero due comandanti cantonali (Landmajore). Alle compagnie ordinarie dell'attiva e della riserva si affiancarono, nel XVIII secolo, diversi Corpi franchi privati.

### Politica federale e estera
Nel quadro della Confederazione Appenzello Esterno agiva in stretto contatto con i cantoni riformati, in particolare con Zurigo. Appenzello, cantone periferico e dalla potenza trascurabile, ulteriormente indebolito dalla divisione in due semicantoni, aveva scarso influsso sulla politica federale: alla Dieta il suo voto contava solo nei rari casi in cui i due semicantoni, quasi sempre schierati su posizioni contrapposte, agivano invece in accordo. I delegati di Appenzello Esterno assunsero talvolta il ruolo di mediatori in caso di conflitto. Quale cantone sovrano partecipava al governo del baliaggio comune del Rheintal: tra il 1597 al 1798 ne designò per sei volte il balivo. In genere, Appenzello Esterno riuscì a risolvere i problemi di vicinato sorti con Appenzello Interno e con la città e il principato abbaziale di San Gallo per lo più autonomamente, stipulando trattati. Sul piano delle alleanze, Appenzello Esterno ebbe a lungo rapporti esclusivi con la Francia: solo dal 1690 i suoi abitanti furono autorizzati ad arruolarsi quali mercenari negli eserciti di altri Stati (Paesi Bassi, Prussia, Austria, Inghilterra, Regno di Sardegna).

## Repubblica Elvetica e moderna Confederazione

### Repubblica Elvetica
Tra il 1798 e il 1803, quando i due semicantoni di Appenzello furono riuniti nel cantone elvetico del Säntis, la politica interna fu dominata da disordini e interventi esterni. Già nel 1797, il vivace dibattito interno aveva portato alla decisione di sottoporre a revisione il testo costituzionale. I principali promotori del nuovo orientamento furono lo stampatore di tele indiane Hans Konrad Bondt, filorivoluzionario, e il fabbricante cotoniero Johann Ulrich Wetter, di Herisau. La tradizionale divisione fra le due parti di Appenzello Esterno si manifestò nuovamente: nell'aprile del 1798 la Landsgemeinde a sinistra della Sitter si pronunciò per la Costituzione elvetica, mentre la Landsgemeinde a destra del fiume confermò la propria fedeltà alla vecchia forma istituzionale. Dopo la precipitosa fuga delle autorità conservatrici all'inizio di maggio, i comuni si diedero nuovi organi direttivi: tre amministrazioni distrettuali vennero create a Herisau (Hinterland), Teufen (Mittelland) e Wald (Vorderland). In un primo momento, sei dei 14 rappresentanti del Säntis al Gran Consiglio e al Senato Elvetico provenivano dal rivoluzionario Hinterland. Ben presto gli oneri militari del periodo 1799-1802 produssero un deterioramento del clima politico e delle condizioni di vita: nell'agosto del 1802 i fautori del vecchio ordinamento poterono dunque definitivamente riconquistare il potere.

### Epoca della Rigenerazione

Ritratto del Landamano Jacob Zellweger

Gli anni dal 1802 al 1818, durante i quali fu in carica il Landamano Jacob Zellweger, furono segnati da un lato da tendenze restauratrici, dall'altro da insoliti tentativi di riforma: il ripristino del canton Appenzello con l'Atto di mediazione del 1803 segnò un ritorno al vecchio sistema politico e a condizioni di governo autoritarie. Tuttavia dal 1805 al 1810 si ebbero importanti riforme in campo scolastico, militare, stradale, monetario e sanitario. La "quasi Costituzione" del giugno 1814, varata nell'ambito del Patto federale ma non approvata dal popolo, rimase in vigore fino al 1834: la carta rifletteva in sostanza lo status quo, in quanto designava Trogen e Herisau come capoluoghi, ignorava del tutto il diritto di iniziativa e sottolineava l'autonomia dei comuni.
Con la nascita di società di lettura, associazioni culturali o di utilità pubblica e con la creazione di diversi giornali prese avvio, attorno al 1820, la Rigenerazione, che dopo la prima pubblicazione dei conti dello Stato nel 1827 e del vecchio Landbuch nel 1828 sfociò in un movimento a favore della Costituzione. Varata nel 1834 nel solco dell'evoluzione politica della Confederazione, la nuova Costituzione fu oggetto di varie revisioni totali (1858, 1876, 1908), che ampliarono gradualmente i diritti fondamentali e procedettero a una separazione dei poteri, sciogliendo gli stretti legami fra Stato e Chiesa.
L'epoca della Rigenerazione risvegliò in ampie fasce della popolazione l'interesse per gli affari federali. Durante i disordini legati alla scissione del cantone di Basilea (1831-1833), stampa e popolo appoggiarono la causa di Basilea Campagna. Il Landamano Jakob Nagel fu chiamato, in qualità di commissario federale, a fare da mediatore per appianare i conflitti costituzionali scoppiati a Svitto nel 1833. Infine nella guerra del Sonderbund (1847) truppe di Appenzello Esterno combatterono nell'esercito federale. Nel 1848 la Landsgemeinde approvò la nuova Costituzione federale. Diversi uomini politici di Appenzello Esterno parteciparono attivamente alla creazione dello Stato federale, come Johann Ulrich Schiess, che fu cancelliere della Confederazione.

### Organizzazione politica

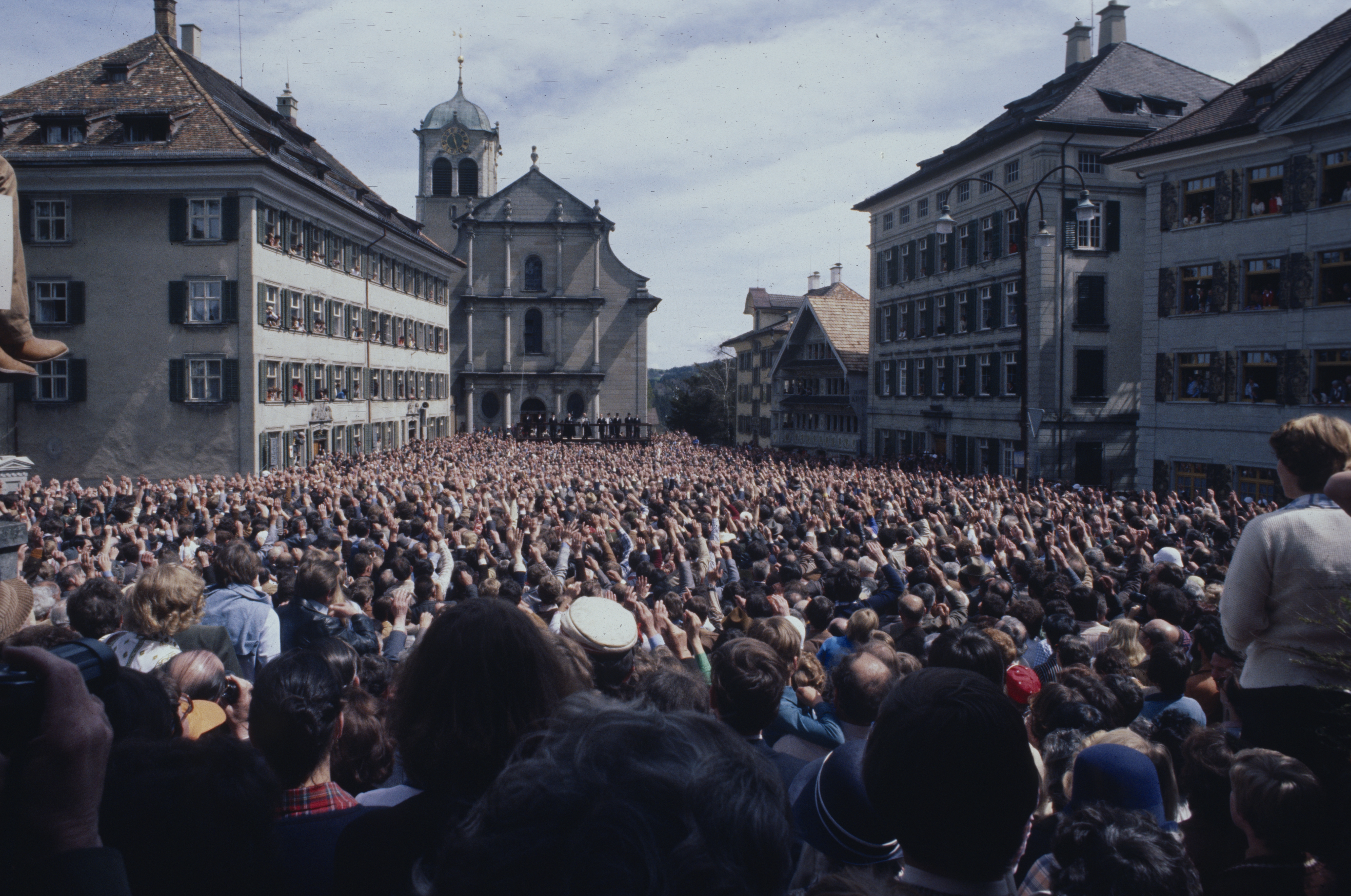
Landsgemeinde a Trogen nel 1978

Dopo il 1814 l'organizzazione formale della Landsgemeinde e il suo ruolo di supremo organo legislativo ed elettorale non subirono mutamenti di rilievo. Si allargò invece la sua composizione, visto che nel 1849 vi furono ammessi tutti i cittadini svizzeri maschi e nel 1990 anche le donne. Il sistema dei Consigli e dell'amministrazione fu invece ristrutturato più volte. La Costituzione cantonale del 1858 abolì il "doppio regime": ai Consigli sostituì una Commissione di Stato (organo esecutivo di sette membri, eletto dalla Landsgemeinde) e introdusse il tribunale d'appello, eletto dalla Landsgemeinde, con sede a Trogen, attuando così finalmente la separazione fra potere esecutivo e giudiziario. Istituì inoltre il Gran Consiglio, un organo legislativo con competenze chiaramente definite, di cui facevano parte i membri della commissione di Stato e un rappresentante ogni 1 000 abitanti.
Fino al 1877 sussisterono ancora due apparati amministrativi distinti, retaggio del sistema del "doppio regime". Le competenze dei due apparati erano stabilite sulla base sia di criteri di divisione territoriale, sia di competenze specifiche: a Trogen aveva sede la cancelleria statale (Landeskanzlei), diretta dal cancelliere cantonale in quanto attuario della Landsgemeinde e dei Consigli, da cui deriva l'attuale amministrazione della giustizia e della polizia, mentre a Herisau si trovava la più recente cancelleria cantonale (Kantonskanzlei), diretta dal cancelliere del Consiglio, trasformata gradualmente a partire dal 1813 in amministrazione centrale. Designata dalla revisione costituzionale del 1876 quale sede del governo e del parlamento, Herisau divenne di fatto la capitale e il centro dell'amministrazione, mentre Trogen rimase definitivamente sede del tribunale d'appello. La revisione costituzionale del 1908 portò a compimento la separazione dei poteri: essa vietava infatti che i membri dell'esecutivo, denominato a partire da questo momento Consiglio di Stato e riorganizzato per dipartimenti, facessero parte anche del parlamento.
Anche dopo la revisione totale del 1995 la Landsgemeinde è rimasta l'organo supremo del semicantone: essa eleggeva i membri del governo, il Landamano, i giudici d'appello, il rappresentante del semicantone al Consiglio degli Stati e i giudici del tribunale amministrativo (istituito nel 1993).  La Landsgemeinde venne soppressa il 28 settembre 1997, 400 anni dopo la nascita del cantone, in votazione segreta e dopo una lunga discussione preparatoria.

### Competenze e legislazione

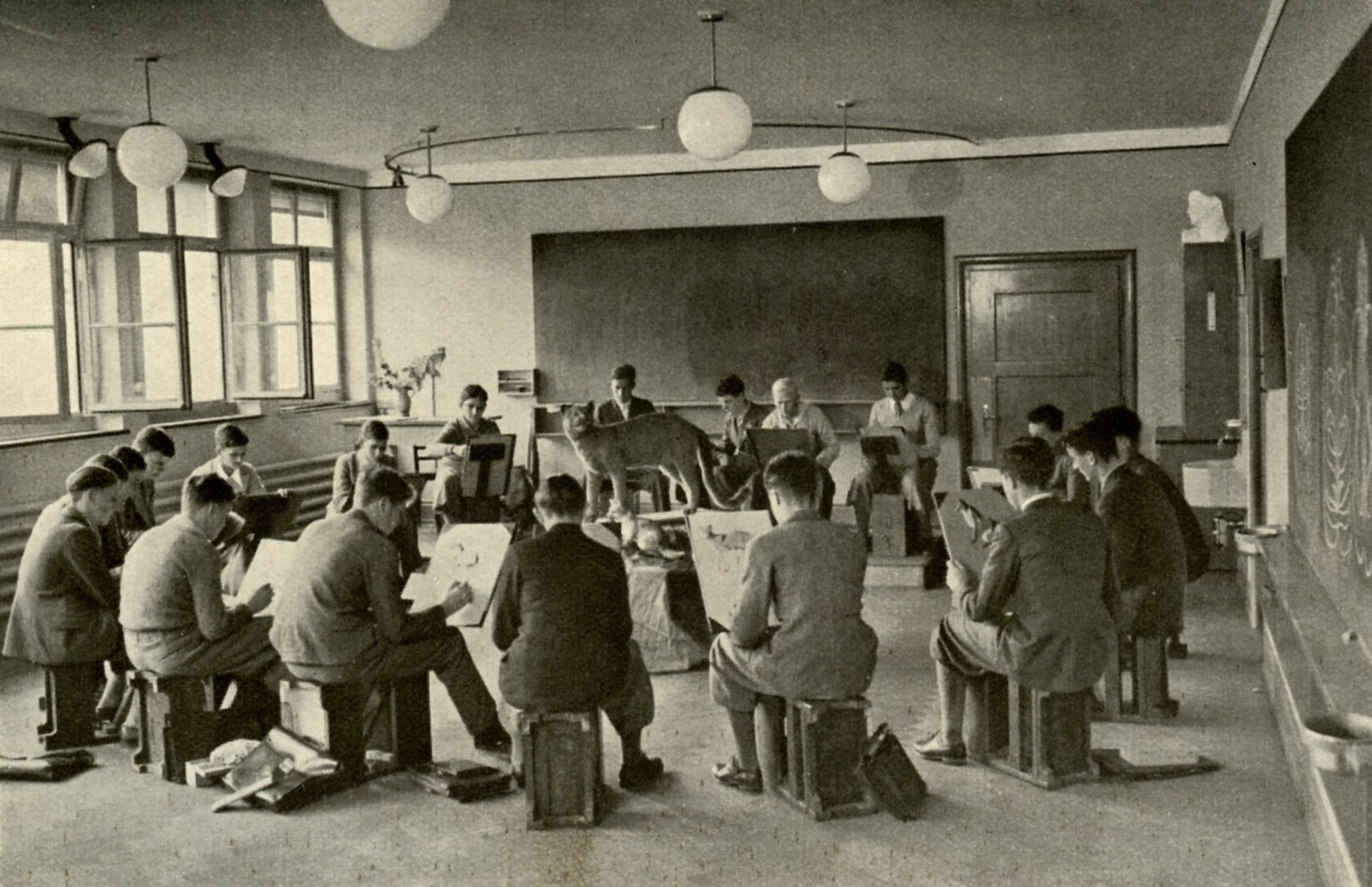
Studenti della scuola cantonale di Trogen, 1935

La tradizionale autonomia comunale si riflette nelle competenze molto estese di cui godono le comunità locali in materia di pubblica assistenza, Chiesa, scuole, edilizia, tutela e catasto. Fino al 1834 alle assemblee comunali erano ammessi solo i coloro che avevano la cittadinanza del luogo, mentre a partire dal 1908 tali assemblee sono state gradatamente soppresse e in tutti i comuni sono state introdotte elezioni e votazioni a scrutinio segreto. Il municipio (Gemeinderat, inizialmente denominato Hauptleute und Räte) aveva facoltà di pronunciare i giudizi di prima istanza. Tale competenza venne abolita nel 1859 in seguito all'istituzione (facoltativa) dei tribunali comunali, soppressi nel 1974. Nel 1908 fu inoltre attribuita all'esecutivo la gestione del comune patriziale: per tradizione, ai comuni patriziali e alle corporazioni comunali spettano diversi compiti pubblici nell'ambito dell'assistenza e delle infrastrutture (rete idrica, energia, strade). Se, prima del 1803, i principali introiti cantonali e comunali erano costituiti da multe, tasse sull'emigrazione, pensioni, lasciti e rendite di capitali, da quella data acquisirono importanza le imposte, inizialmente riscosse solo in singoli casi e legate al patrimonio. Solo nel 1946, tuttavia, fu varata la legge che prevede un'imposta basata sulla dichiarazione dei redditi.
Allo stesso modo, per lungo tempo mancò una moderna legislazione anche in materia scolastica, di polizia e di sanità. Dopo il 1970, il cantone ha assunto una serie di compiti, particolarmente gravosi, che erano sopportati dai comuni: la polizia (1971), le scuole (1981), la pianificazione territoriale e la polizia edilizia (1985/1986). Sal 1993 sono stati cantonalizzati anche gli ospedali regionali di Herisau e Heiden. Anche alcuni importanti settori che riguardano le relazioni tra il cittadino e lo Stato sono stati sottoposti a una regolamentazione unitaria: le leggi sulla procedura amministrativa (1985) e sui diritti politici (1988), l'istituzione del tribunale amministrativo (1993) e la legge sull'informazione (1996).
Le votazioni su proposte federali e l'evoluzione della legislazione cantonale rivelano l'estrema esitazione di Appenzello Esterno nel seguire la tendenza generale verso una socialità maggiore. Fino al 1960 il quadro politico fu caratterizzato da riserve di orientamento liberale nei confronti di un ampliamento delle attività dello Stato e dall'attaccamento al modello incentrato sulla larga autonomia comunale. Il voto alle donne, concesso nel 1972 sul piano comunale, fu introdotto a livello cantonale — anche a causa di timori sulla sorte della Landsgemeinde — solo nel 1989.